# Myornis senilis
Myornis senilis е вид птица от семейство Rhinocryptidae, единствен представител на род Myornis.

## Разпространение
Видът е разпространен в Еквадор, Колумбия и Перу.